# 第271步兵師 (德國國防軍)
德國國防軍陸軍第271步兵師（德語：271. Infanterie-Division）是納粹德國國防軍陸軍的一個步兵師。該師原訂於1940年5月組建，但法國戰役的勝利並沒有成事。該師最終於1943年11月組建。
該師組建後，一直在西線作戰。
該師最後於1944年8月在法萊斯口袋被殲。

## 註腳
1. ↑  Mitcham（2007年）